# KLDP

KLDP의 마스코트인 "foo"

KLDP(Korean Linux Documentation Project)는 한국인 리눅스 사용자들을 중심으로 이루어진 오픈소스, 자유소프트웨어 프로젝트 사이트, 또는 그곳에 모인 공동체를 가리킨다. 공식 번역명은 없으며 리눅스 한글문서 프로젝트, 리눅스 문서 한글화 프로젝트 등으로 불린다.
1996년 10월 5일에 권순선의 개인 홈페이지로 출발하여 리눅스 관련 문서를 한글로 번역해서 인터넷으로 제공하는 것을 주 활동으로 운영되었고, 현재는 문서화뿐만 아니라 커뮤니티, 개발자 공간, 프로젝트 호스팅 등 다양한 활동들을 진행해 나가고 있다.
이름에서 알 수 있듯이 범세계적인 리눅스 공동체의 리눅스 문서화 프로젝트의 한국어판 프로젝트로 시작되어, "리눅스 한글문서 프로젝트", "리눅스 문서 한글화 프로젝트" 등의 이름으로 불리었으나, 시간이 흐르면서 문서화에 한정되지 않고 오픈소스 전반으로 활동 영역을 넓히고, 한국어 사용 리눅스 사용자들의 자랑스러운 사랑방으로 기능하고 있다.

## 사이트 구성
- KLDP KLDP의 모든 사이트 내용을 한눈에 확인할 수 있는 허브 사이트
- KLDP Wiki 특정 분야에 대한 문서화 및 OpenSource, FreeSoftware 전반에 관한 이야기
- KLDP Forum(BBS) 커뮤니티 사이트(질문/답변, 토의/토론, 새소식 등)
- KLDP Geek Blog FOSS나 geek culture, 기타 IT 관련 블로그 (현재 내용에 제약은 없다.)
- KLDP.net OpenSource, FreeSoftware 개발 프로젝트 사이트

## 연혁
- 1996년 10월 5일 : http://bubble.yonsei.ac.kr/~cessi 에 권순선이 리눅스 설치/사용에 관한 간단한 강좌를 주제로 한 개인 홈페이지를 개설함
- 1997년 : 관리자가 진학을 하면서 주소가 http://www.postech.ac.kr/~cessi 로 바뀜
- 1998년 : URL을 http://kldp.linux-kr.org 로 바꿈
- 1998년 : 시스템공학연구소(구 SERI) 슈퍼컴퓨팅센터의 후원으로 계정을 얻어 운영
- 1999년 : URL을 https://web.archive.org/web/20060219233450/http://kldp.org/ 로 바꿈
- 1999년 : 웹데이터뱅크와 데이콤 보라넷의 후원으로 독립서버로 이전
- 2000년 8월 : 데비안 GNU/Linux 2.2(potato) 시디롬 제작/배포
- 2000년 11월 20일 : 오픈소스 뉴스/토론 사이트 geekforum 개설
- 2002년 7월 5일 :	오픈소스 개발자용 사이트 KLDP.net 개설
- 2002년 12월 17일 : 커뮤니티 사이트 KLDP BBS 개설
- 2003년 6월 27일 : KLDP blog 개설
- 2003년 10월 11일 : KLDPconf : 작은 세미나 개최 시작
- 2003년 11월 24일 : FreeSoftware, OpenSource 개발자용 사이트 KLDP.net 기능 업그레이드, 개선
- 2004년 7월 17일 ~ 18일 : 제1회 CodeFest 개최
- 2004년 10월 30일 ~ 31일 :	제2회 CodeFest 개최
- 2004년 11월 : HDD 손상으로 사이트 전면 재보수
- 2004년 12월 5일 ~ 6일 : 제3회 CodeFest 개최
- 2005년 2월 18일 ~ 20일 : 제4회 CodeFest 개최
- 2005년 4월 27일 : 회선 후원을 씨디네트웍스로 변경하고 IDC를 이전함
- 2005년 7월 23일 ~ 24일 : 제5회 CodeFest 개최
- 2005년 11월 8일 : 다음 정보 트러스트 어워드 수상
- 2005년 12월 10일 ~ 11일 : 제6회 CodeFest 개최
- 2006년 5월 13일 ~ 14일 : 제7회 CodeFest 개최
- 2006년 12월 23일 : 제8회 CodeFest 개최
- 2007년 12월 15일 : 제9회 CodeFest 개최

## 참조
1. ↑  “KLDP는 오픈소스› 소프트웨어 사용자와 개발자 커뮤니티를 지향합니다.”. 2005년 10월 27일에 원본 문서에서 보존된 문서. 2005년 5월 5일에 확인함.